# Vijfde Verloting
De Vijfde Verloting is een wijk van de Nederlandse plaats Roden die na het jaar 1990 gebouwd is. De huizen hebben een moderne architectuur. 
De straatnamen eindigen vaak met '-land'. Voorbeelden zijn de straten 'Gouwland' en 'Bremerland'. Door de wijk loopt een centrale weg die 'Driegraas' heet. Dit is het laatste en nieuwste deel van de wijk. Het oudste deel verwijst naar akkers, het tweede deel naar vennen.